# اچ‌ام‌اس تویوت بنک
اچ‌ام‌اس تویوت بنک (به انگلیسی: HMS Teviot Bank) یک کشتی بود. این کشتی در سال ۱۹۳۸ ساخته شد.